# Esteroide sexual

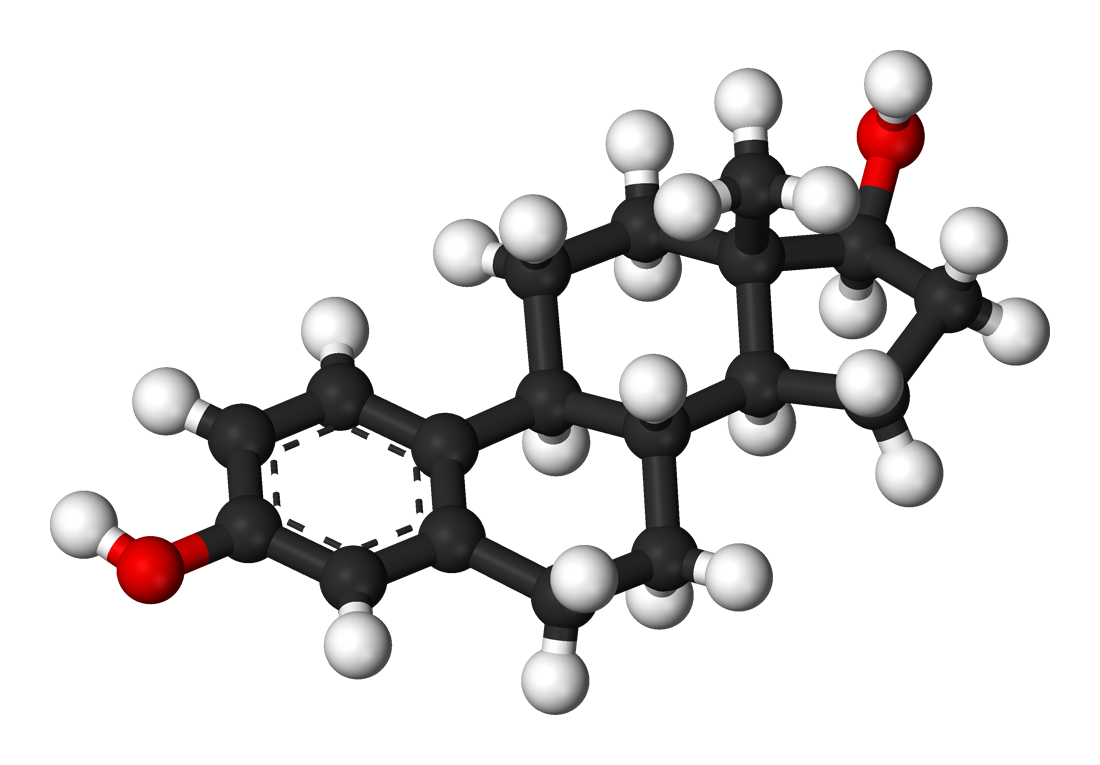
Estradiol

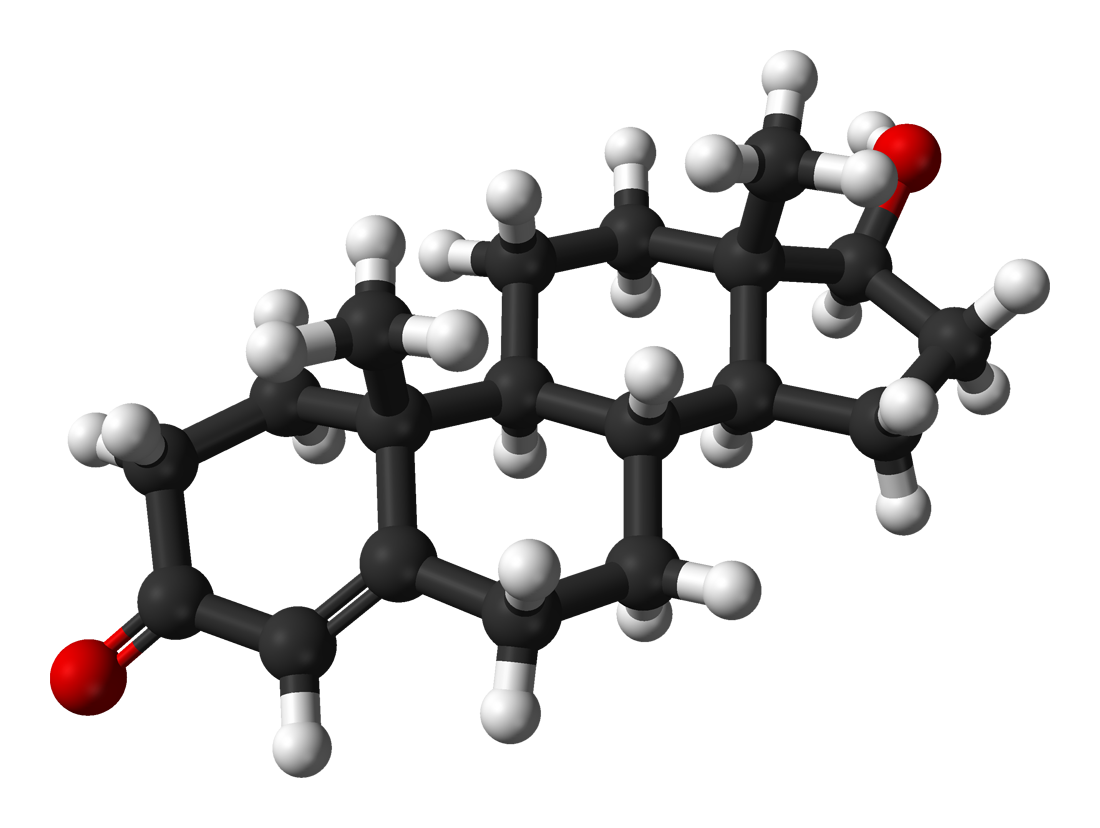
Testosterona

Los esteroides sexuales, conocidos como hormonas esteroides gonadales, son unas hormonas esteroides que interactúan con los receptores androgénicos o estrogénicos de vertebrados. Sus efectos están mediados por lentos mecanismos genómicos a través de receptores nucleares como también por mecanismos no-genómicos a través de receptores de membranas y cascadas de señales. El término hormona sexual es casi siempre sinónimo de esteroide sexual.
Las hormonas no esteroideas hormona luteinizante (LH), hormona foliculoestimulante (FSH), y hormona liberadora de gonadotrofina (GnRH), comúnmente no son consideradas como hormonas sexuales, pero sí desempeñan importantes funciones relacionadas con el sexo y la reproducción.

## Biosíntesis
Los esteroides sexuales naturales son sintetizados por las gónadas (ovario o testículo), por la glándula suprarrenal, o por la conversión de otros esteroides sexuales en otros tejidos tales como en el hígado o el tejido graso.

## Tipos
En muchos contextos, las dos clases principales de esteroides sexuales son los andrógenos y los estrógenos, de los cuales los derivados más importantes humanos son la testosterona y estradiol, respectivamente. Otros contextos incluyen los progestágenos como una tercera clase de esteroide sexual, distinto de los andrógenos y estrógenos. La progesterona es el principal progestágeno humano de origen natural.
En general, los andrógenos son  "hormonas 
- sexuales masculinas", ya que tienen efectos masculinizantes.

Los estrógenos y progestágenos son considerados "hormonas sexuales femeninas", sin embargo, todos los tipos están presentes en ambos sexos, pero a diferentes niveles de concentración.
Los esteroides sexuales incluyen:
- Andrógenos:
  - Esteroides anabólicos
  - Androstenediona
  - Dehidroepiandrosterona
  - Dihidrotestosterona
  - Testosterona

- Estrógenos:
  - Estradiol
  - Estriol
  - Estrona

- Progestágenos:
  - Progesterona

## Esteroides sexuales sintéticos
Hay muchos esteroides sexuales sintéticos. Los andrógenos sintéticos suelen denominarse como esteroides anabólicos. Los estrógenos y progestinas sintéticas se utilizan en los métodos de anticoncepción hormonal. El etinilestradiol es un estrógeno semi-sintético. Compuestos específicos que tienen una actividad agonista parcial para los receptores de esteroides, y por lo tanto, actúan en parte como las hormonas esteroides naturales, se utilizan en condiciones médicas que requieren tratamiento con esteroides en un tipo de célula, pero donde los efectos sistémicos del esteroide en particular en todo el organismo son sólo deseables dentro de ciertos límites.